# Ancona Calcio 1984-1985
Questa pagina raccoglie le informazioni riguardanti l'Ancona Calcio nelle competizioni ufficiali della stagione 1984-1985.

## Rosa
| N. |                   | Ruolo | Calciatore           |
| -- | ----------------- | ----- | -------------------- |
|    | Italia (bandiera) | D     | Daniele Arrigoni     |
|    | Italia (bandiera) | D     | Giampaolo Ceramicola |
|    | Italia (bandiera) | P     | Mariano Ciarapica    |
|    | Italia (bandiera) | C     | Michele Colasanto    |
|    | Italia (bandiera) | D     | Fabio Cucchi         |
|    | Italia (bandiera) | A     | Flavio Fiorio        |
|    | Italia (bandiera) | C     | Gianluca Gaudenzi    |
|    | Italia (bandiera) | C     | Mario Guidetti       |
|    | Italia (bandiera) | D     | Domenico Labrocca    |
|    | Italia (bandiera) | C     | Massimo Mancini      |

| N. |                   | Ruolo | Calciatore          |
| -- | ----------------- | ----- | ------------------- |
|    | Italia (bandiera) | C     | Mariano Marchetti   |
|    | Italia (bandiera) | A     | Edmondo Mochi       |
|    | Italia (bandiera) | D     | Gabriele Morganti   |
|    | Italia (bandiera) | C     | Mirco Paganelli     |
|    | Italia (bandiera) | D     | Lorenzo Piccinini   |
|    | Italia (bandiera) | P     | Massimo Santucci    |
|    | Italia (bandiera) | A     | Ezio Sella          |
|    | Italia (bandiera) | C     | Maurizio Spigarelli |
|    | Italia (bandiera) | D     | Danilo Tedoldi      |

## Risultati

### Campionato

#### Girone di andata
| 23 settembre 1984 1ª giornata | Ancona | 2 – 1 | SPAL |  |

| 30 settembre 1984 2ª giornata | Carrarese | 1 – 0 | Ancona |  |

| 7 ottobre 1984 3ª giornata | Rimini | 1 – 1 | Ancona |  |

| 14 ottobre 1984 4ª giornata | Ancona | 1 – 0 | Legnano |  |

| 21 ottobre 1984 5ª giornata | Pavia | 0 – 2 | Ancona |  |

| 28 ottobre 1984 6ª giornata | Ancona | 1 – 1 | Lanerossi Vicenza |  |

| 1º novembre 1984 7ª giornata | Brescia | 0 – 0 | Ancona |  |

| 11 novembre 1984 8ª giornata | Ancona | 2 – 1 | Livorno |  |

| 18 novembre 1984 9ª giornata | Treviso | 2 – 0 | Ancona |  |

| 25 novembre 1984 10ª giornata | Ancona | 0 – 1 | Jesi |  |

| 2 dicembre 1984 11ª giornata | Ancona | 1 – 0 | Asti TSC |  |

| 9 dicembre 1984 12ª giornata | Reggiana | 3 – 1 | Ancona |  |

| 16 dicembre 1984 13ª giornata | Ancona | 5 – 2 | Rondinella |  |

| 23 dicembre 1984 14ª giornata | Piacenza | 2 – 1 | Ancona |  |

| 6 gennaio 1985 15ª giornata | Ancona | 0 – 0 | Sanremese |  |

| 13 gennaio 1985 16ª giornata | Modena | 1 – 1 | Ancona |  |

| 20 gennaio 1985 17ª giornata | Ancona | 3 – 0 | Pistoiese |  |

#### Girone di ritorno
| 3 febbraio 1985 18ª giornata | SPAL | 1 – 0 | Ancona |  |

| 10 febbraio 1985 19ª giornata | Ancona | 0 – 1 | Carrarese |  |

| 17 febbraio 1985 20ª giornata | Ancona | 3 – 1 | Rimini |  |

| 24 febbraio 1985 21ª giornata | Legnano | 0 – 0 | Ancona |  |

| 3 marzo 1985 22ª giornata | Ancona | 1 – 0 | Pavia |  |

| 10 marzo 1985 23ª giornata | Lanerossi Vicenza | 1 – 0 | Ancona |  |

| 17 marzo 1985 24ª giornata | Ancona | 0 – 0 | Brescia |  |

| 24 marzo 1985 25ª giornata | Livorno | 1 – 1 | Ancona |  |

| 6 aprile 1985 26ª giornata | Ancona | 1 – 1 | Treviso |  |

| 14 aprile 1985 27ª giornata | Jesi | 0 – 1 | Ancona |  |

| 21 aprile 1985 28ª giornata | Asti TSC | 0 – 0 | Ancona |  |

| 5 maggio 1985 29ª giornata | Ancona | 4 – 0 | Reggiana |  |

| 12 maggio 1985 30ª giornata | Rondinella | 2 – 1 | Ancona |  |

| 19 maggio 1985 31ª giornata | Ancona | 0 – 1 | Piacenza |  |

| 26 maggio 1985 32ª giornata | Sanremese | 0 – 0 | Ancona |  |

| 2 giugno 1985 33ª giornata | Ancona | 1 – 2 | Modena |  |

| 9 giugno 1985 34ª giornata | Pistoiese | 1 – 2 | Ancona |  |